# Papaver lecoqii
Papaver lecoqii (syn. Papaver dubium subsp. lecoqii) — вид квіткових рослин з родини макових (Papaveraceae).

## Опис
Однорічна трав'яниста рослина 30–60 см заввишки. Стебла прямі, часто розгалужені від основи, щетинисто запушені. Приземні листки розвинені під час цвітіння, на довгих ніжках, 1(2) рази перисті з зубчастими сегментами. Стеблові листки мають короткі ніжки й до майже сидячих, трикутні в обрисі, перисторозсічені, кінцевий сегмент не більший за інші. Пиляки жовтувато-коричневі. Довжина коробочки в 2–2/3 рази менше ширини. Коробочки містять дрібне насіння. Під впливом повітря молочний сік стає темно-жовтим або червоним. 2n=28.

## Поширення
Росте на півдні Європи (Албанія, Австрія, Бельгія, Болгарія, Чехія, Франція, Німеччина, Греція, Угорщина, Італія, Румунія, Сардинія, Іспанія, Швейцарія, Туреччина в Європі, Україна, Боснія та Герцеговина, Чорногорія, Македонія, Сербія), на півночі Африки (Алжир, Марокко, Туніс).